# Fort II Twierdzy Toruń
Fort II Twierdzy Toruń – główny fort artyleryjski, od 1907 roku imienia Friedricha von Bülowa. Znajduje się przy ul. Leszczynowej 55.
Powierzchnia fortu wynosi 3,91 ha.

## Historia
Został zbudowany w latach 1878–1882 jako pierwszy obiekt w pierścieniu fortów toruńskich. Został wzniesiony w kierunku wschodnim przy drodze na Lubicz i miał strzec dworzec Toruń Mokre. Razem z fortem Przyczółek Mostowy, Fortem Kolejowym i fortem XI stanowił pierwszy luźny pierścień ochrony miasta. Koszt budowy fortu wyniósł 2 327 155 marek niemieckich.
W 1877 roku zakupiono grunt pod budowę fortu. Budowa warowni zaczęła się w 1878 roku, zakończyła w 1882 roku. Jego uzbrojenie stanowił zespół 26 dział, a po późniejszych modyfikacjach także dwie baterie skrzydłowe na przedłużeniu szyi fortu oraz schrony z czterema punktami obserwacyjnymi. 
Po powrocie Torunia do Polski fort został przejęty przez wojsko polskie, które w 1921 roku urządziło w nim szpital Obozu Internowanych nr 15. W 1922 roku zakwaterowano w forcie 8. oddział służby artylerii.
Obiekt należy do prywatnego właściciela.